# Gagliano Leuca
Gagliano Leuca (włoski: Stazione di Gagliano Leuca) – stacja kolejowa w Gagliano del Capo, w prowincji Lecce, w regionie Apulia, we Włoszech.
Stacja jak i linia kolejowa jest obsługiwana przez Ferrovie del Sud Est. Znajduje się na linii Maglie – Gagliano del Capo i Novoli – Gagliano del Capo.
Stacja znajduje się w Arigliano w gminie Gagliano del Capo.

## Linie kolejowe
- Maglie – Gagliano del Capo
- Novoli – Gagliano del Capo

## Usługi
Usługi dostępne na stacji:
- Kasy biletowe
- Przystanek autobusowy
- Toalety
- Poczekalnia
- Parking